# Kolymocyba
Kolymocyba Eskov, 1989 è un genere di ragni appartenente alla famiglia Linyphiidae.

## Etimologia
Il nome deriva dalla Kolyma, fiume della Siberia nordorientale, una delle località di rinvenimento degli esemplari, e dal suffisso -cyba, tipico di alcuni generi di Linyphiidae.

## Distribuzione
L'unica specie oggi attribuita a questo genere è stata reperita in Russia: nel bacino idrografico della Kolyma e in quello dell'Amguėma.

## Tassonomia
A dicembre 2011, si compone di una specie:
- Kolymocyba petrophila Eskov, 1989[3] — Russia